# Chwytowo
Chwytowo [pronunciación en polaco: /xfɨˈtɔvɔ/] es un pueblo ubicado en el distrito administrativo de Gmina Strzelce Krajeńskie, dentro del Condado de Strzelce-Drezdenko, Voivodato de Lubusz, en Polonia occidental.
Antes de 1945, el área fue parte de Alemania.